# Sinomarsdenia
Sinomarsdenia là chi thực vật có hoa trong họ Apocynaceae.